# 뉴질랜드 의회
뉴질랜드 의회(마오리어: Pāremata Aotearoa)는 뉴질랜드의 단원제 입법부로, 국왕(의회 내 국왕)과 뉴질랜드 하원으로 구성된다. 국왕은 보통 그의 총독이 대리한다. 1951년 이전에는 상원인 뉴질랜드 입법평의회가 존재했다. 뉴질랜드 의회는 1854년에 설립되어 세계에서 가장 오래 지속적으로 운영되고 있는 입법 기관 중 하나이다. 1865년부터 뉴질랜드의 수도인 웰링턴에서 회의를 진행했으며, 현재의 의회 청사는 1922년 건립이 완공되었다.
하원은 보통 120명의 의원(MP)으로 구성되며, 경우에 따라 초과 의석으로 인해 더 많은 인원이 포함될 수 있다. 72명의 의원은 선거구에서 직접 선출되며, 나머지 의석은 각 정당의 총 득표 비율에 따라 리스트 의원에게 할당된다. 마오리는 1867년부터 의회에 참여할 수 있게 되었고, 1893년에는 여성에게도 투표권이 부여되었다. 선거는 조기 소집될 수 있지만, 매 3년마다 의회가 해산되고 재선거가 실시된다.
의회는 다른 모든 정부 기관보다 우위에 있으며, 입법부는 행정부와 밀접하게 연결되어 있다. 뉴질랜드 정부는 총리(정부 수반)와 다른 장관들로 구성되며, 책임정부 원칙에 따라 이들은 항상 하원에서 선출되고 하원에 책임을 진다. 현재의 군주인 찰스 3세나 그의 총독은 하원이 통과시킨 법안에 군주의 승인을 의미하는 '왕실 재가'를 표시하여 법으로 제정하는 경우를 제외하고는 입법 과정에 참여하지 않는다. 총독은 의회를 공식적으로 소집하고 해산하며, 해산은 총선거를 소집하기 위해 필요하다.